# Бреде (річка)
Бреде — це річка в Східному Сассексі, Англія. Вона впадає в Рок-Канал (приливну частину річки Тіллінгем), а далі з’єднується з річкою Ротер у місті Рай, Сассекс. Назва річки походить від села Бреде, розташованого між Гастінгсом і Тентерденом.

## Етимологія
Річка отримала свою назву від села Бреде, розташованого на північному березі. Назва цього села в давньоанглійській мові означає "ширина," оскільки воно виходить на широку річкову долину. До XV століття річка була відома як Ee або Ree, що давньоанглійською означає просто "річка." Пізніше був прокладений новий канал, який на значній частині течії вниз від з’єднання з канавою Долехем, що трохи на північ від Ee, йшов паралельно до неї. Спершу його називали просто "канал," але згодом він отримав назву Бред.

## Історія
Річка Бреде тече через широку долину у своїй нижній течії, оточену болотами, що знаходяться приблизно на тому ж рівні, що й річка. Пройшовши поруч з височиною, де згодом побудували Нью-Вінчелсі, вона повертає на північ і проходить через район, відомий як болото Кедборо, який у XIII столітті мав систему припливних каналів. У XII столітті значні ділянки боліт були обгороджені — від краю скелі Кедборо, що простягався на південь до річки. Подібні роботи виконувалися і далі на схід, у Брумгіллі, неподалік від кінця каналізації Jury's Gut, що спрямовувала воду в море. Ймовірно, болота були захищені від моря великим гальковим узбережжям, яке тягнулося на захід від Брумгілла до Ферлайта. Багато працівників, які брали участь у створенні обгороджених ділянок, працювали в обох місцях, і, ймовірно, їхні зусилля координували фламандські іммігранти. Хоча документальних доказів щодо осушення боліт вище за течією мало, очевидно, що це відбувалося в XII або на початку XIII століття. 
У XIII столітті кліматичні умови погіршилися, і регіон зазнав численних штормів. В результаті один зі штормів пошкодив гальковий берег, через що річка Ротер проклала нове русло через пролом, впадаючи в море поблизу міста Рай. Особливо суворою була зима 1287–1288 років: село Олд Вінчелсі затопило, і більша частина осушених боліт поблизу скелі Кедборо залишалася під водою протягом 15 років. У цей період у долині Бреде була побудована захисна стіна завдовжки близько 1 100 ярдів (1 000 м), яка отримала назву Дамме. Вона перетинала долину від Іклешема на півдні до сучасної Флот-Фарм на півночі, захищаючи 1 036 акрів (419 га) на захід від неї. Стіна також слугувала зручним маршрутом для перетину долини, за який стягувалась плата. У центрі стіни було облаштовано міст і шлюз із механізмом для регулювання потоку води, що діяв за допомогою шківів. На східному боці був побудований док, відомий як флота, що дало назву Флот-Фарм. Звідти кораблі, завантажені дровами, вирушали на експорт до Лондона та Європи, а інші вироби з дерева, зокрема перешкоди для захисту Дуврського замку, також відправляли звідси. 
Було збудовано другу набережну, що йшла вниз за течією, на північ від Вінчелсі. Встановлення морських стін обмежило об’єм морської води, яка надходила в долину під час припливів, зменшивши її здатність до розмивання. Це призвело до замулення річки, і до 1357 року кораблі мали труднощі з досягненням Вінчелсі. Король особисто відвідав місто та наказав звести стіни вздовж долини й усунути перешкоду в районі Слоудам. Неясно, чи стосувалося це набережної у Вінчелсі, чи Дамма, розташованої вище за течією. Для боротьби з замуленням було ухвалено рішення створити нове русло річки з набережними з обох боків. Це русло, довжиною приблизно 4,7 милі (7,6 км) та шириною 165 ярдів (150 м), було завершене між 1419 і 1442 роками. Його західний кінець розташовувався трохи нижче з’єднання Долехемського рову з Ее. Пристань у Даммі перестала використовуватися, оскільки річка стала судноплавною до мосту Бреде, де була споруджена нова набережна.. 
Відомо, що річка Бред була судноплавною за мостом Бред, дозволяючи човнам досягати Седлскомба. До Батл-Абатства перевозили свинець【1】, а в Тюдорівську епоху в Бреде збудували чавунну піч, яка працювала до 1766 року. У період з 1747 по 1766 роки човни доставляли залізну руду до печей зі Стренд-Уорфа в Рай і транспортували назад по річці виготовлені з заліза гармати. Також здійснювалась торгівля бакалією, яка рухалася вгору по річці. 

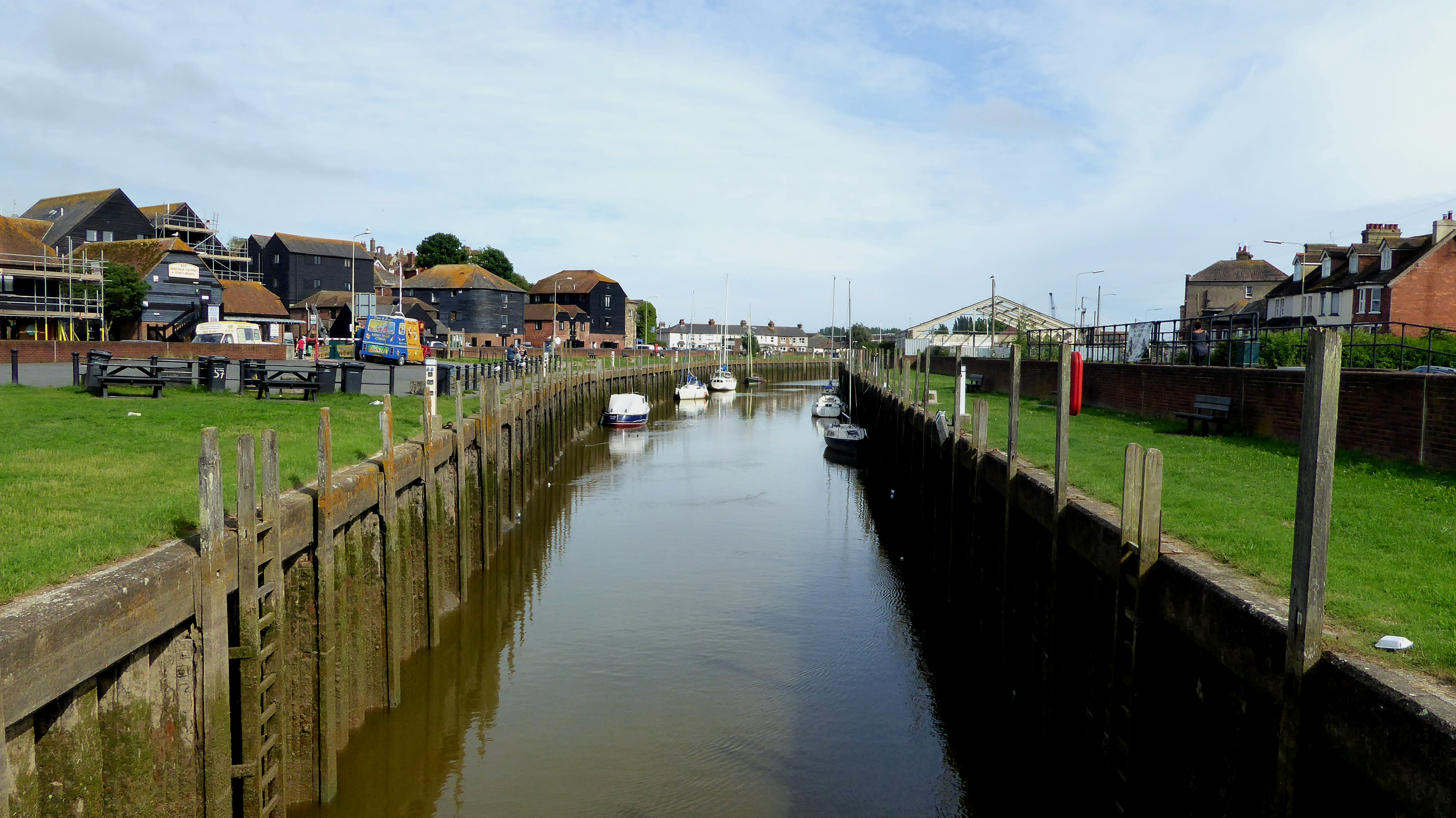
Річка Бреде, коли вона проходить через Жито

## Маршрут

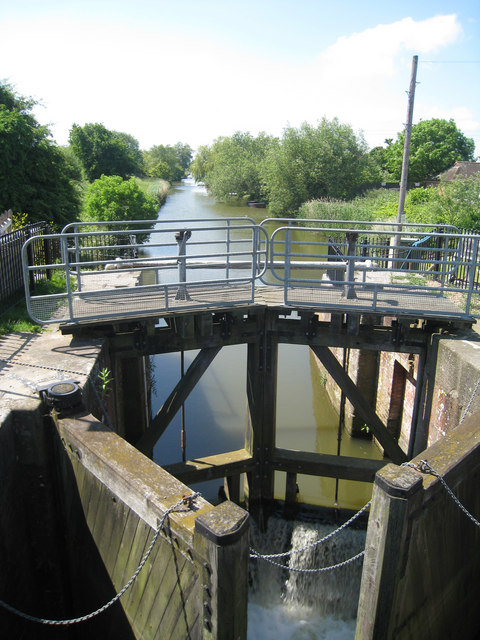
Brede Sluice у 2009 році, дивлячись углиб країни. Ворота перешкоджають вільному переміщенню риби, що сприяє поганій якості води річки.